# Møllekro
Møllekroen som begreb er opstået som følge af den foretagsomhed, hvormed møllerne i ældre tid drev deres møllerfæste. Når møllegæsterne drog til mølle, var de vant til at blive beværtet med en dram, mens de ventede på, at kornet blev malet. Så blev de bænket i møllerstuen, der gerne lå i umiddelbar forlængelse af møllerhuset, hvor kværnen lå. 
Fæstebrevene forbød al den krovirksomhed, der kunne komme bonden til skade, men der var altså et sted midt imellem, hvor det alligevel var acceptabelt, at mølleren beværtede sine kunder. Desuden var det en del af møllerens næringsret, møllerprivilegiet og fristende var det jo, når kunderne kom lige til døren. Antog krodriften et større erhvervsmæssigt omfang med overnattende gæster var det nødvendigt at søge kgl. kroprivilegium. Elverdamskroen er et eksempel på en mølle, der har udviklet sig på denne måde. 